# Guerre segrete II
Guerre segrete II (Secret Wars II) è una miniserie a fumetti scritta da Jim Shooter e disegnata da Al Milgrom, pubblicata negli Stati Uniti d'America dalla Marvel Comics dal 1985 al 1986.

## Storia editoriale
La miniserie è composta da nove numeri che vennero pubblicati negli USA dalla Marvel tra il luglio 1985 e il marzo 1985. La serie è stata tradotta in lingua italiana e pubblicata dalla Star Comics nel 1991 nella collana dedicata ai Fantastici Quattro.

## Trama
L'entità che ha scatenato la prima Guerra Segreta, l'Arcano, visita la Terra in cerca d'illuminazione e inevitabilmente entra in conflitto con i superumani della Terra e le entità cosmiche che esistono nell'Universo Marvel. All'inizio, l'Arcano cerca di capire il significato dei semplici compiti quotidiani che gli esseri umani svolgono, come: mangiare, dormire, usare il bagno, ecc., poi l'Arcano lavora per un mafioso e diventa molto potente e ossessionato dai gadget. Gli eroi della Terra sono molto sospettosi nei suoi confronti e questo fa sì che l'Arcano si ritiri su un'isola solitaria. Mephisto recluta un esercito di supercriminali con forza potenziata ma La Cosa li combatte dopo che anche a lui è stata data una forza aumentata. L'Arcano s'innamora di Dazzler e cerca di iniziare una relazione con Boom Boom, ma entrambi lo rifiutano. Viene anche spiegato come il Dottor Destino, ucciso nella linea temporale "normale", sia riuscito ad apparire nelle prime Guerre Segrete. L'Arcano ricrea il corpo di Doom dalle sue particelle disintegrate e lo rimanda indietro nel tempo fino all'inizio delle Guerre Segrete, facendo sì che Doom le viva in ordine inverso. 
Alla fine l'Arcano è stato sconfitto, anche se gli eroi devono anche impedire la distruzione del pianeta come conseguenza delle sue azioni.
L'Arcano tenta di diventare un essere umano pur conservando tutti i suoi poteri. Il demone Mefisto tenta di distruggerlo mentre è in questa forma poiché ora è "semplicemente umano". Un seguito sotto forma di un unico numero ha rivelato che l'Arcano era un Cubo Cosmico evoluto e si è evoluto in un essere chiamato Kosmos.

## Tie-In pubblicazione
- Luglio 1985

Captain America (vol. 1) n. 308; Iron Man (vol. 1) n. 197; New Mutants (vol. 1) n. 30; Uncanny X-Men (vol. 1) n. 196
- Agosto 1985

The Amazing Spider-Man (vol. 1) n. 268; Fantastic Four (vol. 1) n. 282; Web of Spider-Man (vol. 1) n. 6
- Settembre 1985

Avengers (vol. 1) n. 260; Daredevil (vol. 1) n. 223; The Incredible Hulk (vol. 1) n. 312
- Ottobre 1985

Alpha Flight (vol. 1) n. 28; Avengers (vol. 1)  n. 261; Dazzler (vol. 1) n. 40; Rom (vol. 1) n. 72
- Novembre 1985

Doctor Strange (vol. 2) n. 74; Fantastic Four (vol. 1) n. 285; The Thing (vol. 1) n. 30
- Dicembre 1985

Cloak and Dagger (vol. 2) n. 4; The Micronauts: The New Voyages n. 16; Power Pack (vol. 1) n. 18; Power Man and Iron Fist n. 121; The Mighty Thor (vol. 1) n. 363
- Gennaio 1986

The Amazing Spider-Man (vol. 1) n. 273; New Defenders (vol. 1) n. 152; The New Mutants (vol. 1) n. 36; Peter Parker, The Spectacular Spider-Man (vol. 1) n. 111; The Uncanny X-Men (vol. 1) n. 202
- Febbraio 1986

The Amazing Spider-Man (vol. 1) n. 274; The Avengers (vol. 1) n. 265; The Fantastic Four (vol. 1) n. 288; The New Mutants (vol. 1) n. 37; The Uncanny X-Men (vol. 1) n. 203
- Marzo 1986

The Avengers (vol. 1) n. 266
- Marzo 1990

Quasar n. 8
- Dicembre 1998

Deadpool Team Up (vol. 1) n. 1